# Inherit the Earth
Inherit the Earth: Quest for the Orb  est un jeu vidéo d’aventure en pointer-et-cliquer développé par The Dreamers Guild et publié par  New World Computing en 1994 sur PC, puis sur Macintosh et Amiga. Le jeu se déroule dans un futur ou la civilisation humaine a disparu et ne subsiste qu’au travers de légende que se racontent des tribus d’animaux. Le joueur incarne Rif, un renard accusé d’avoir volé un artefact magique, et tente de prouver son innocence en retrouvant le véritable coupable. Avec ses deux compagnons, il explore le monde du jeu et doit résoudre des énigmes pour progresser. 

## Accueil
| Inherit the Earth     |      |       |
| Média                 | Pays | Notes |
| Adventure Gamers      | US   | 4/5   |
| Computer Gaming World | US   | 2,5/5 |
| Gen4                  | FR   | 84%   |
| Joystick              | FR   | 75%   |